# لين هيرد
لين هيرد (بالإنجليزية: Len Heard)‏ هو لاعب دارت أمريكي، ولد في 18 يناير 1942 في بليموث في الولايات المتحدة.

## وصلات خارجية
- لين هيرد على موقع DartsDatabase.co.uk (الإنجليزية)